# Howard T. Odum
Howard Thomas Odum (* 1. September 1924 in Durham, North Carolina; † 11. September 2002 in Gainesville, Florida) war ein amerikanischer Ökologe.

## Leben
Wie sein älterer Bruder Eugene, der ebenfalls bekannter Ökologe wurde, wurde er von seinem Vater, dem Soziologen Howard W. Odum, dazu bewogen, Biologie mit der Spezialisierung auf Ökologie zu studieren. Er begann zunächst ein Studium der Zoologie an der University of North Carolina, das er nach Unterbrechungen während des Zweiten Weltkrieges, in denen er als Tropenmeteorologe für die United States Air Force tätig war, 1947 abschloss. An der Yale University studierte er bis zum Erhalt seines PhDs 1951 unter anderem bei G. E. Hutchinson. Dabei spezialisierte er sich auf Biogeochemie und erforschte den Strontium-Kreislauf.
Professuren hatte er in den Folgejahren unter anderem an der University of Texas, der Universität von Puerto Rico und der University of North Carolina, bis er schließlich 1971 an die University of Florida kam, an der er bis zu seinem Tod im Jahr 2002 tätig war und das Center for Wetlands begründete.

## Werk
Seine 1957 veröffentlichte Studie über den See Silver Springs in Florida gilt als die erste vollständige Analyse eines natürlichen Ökosystems. Dabei bestimmte er den Energiehaushalt des Sees, indem er zunächst ein ganzheitliches Modell des Sees anfertigte und anschließend alle einzelnen Komponenten genau bestimmte (Sonneneinstrahlung, Regen etc.).
In einer anderen Studie, die er gemeinsam mit seinem Bruder in den Riffen des Eniwetok-Atolls der Marshallinseln durchführte, zeigte er, dass Korallenriffe ein relativ eigenständiges Ökosystem bilden und nicht, wie vorher angenommen, ihre Energie aus dem sie umgebenden Meer entziehen, sondern aus Algen entnehmen, die einfache organische Stoffe für Korallen herstellen und im Gegenzug deren Kohlenstoffdioxid erhalten.

## Auszeichnungen (Auswahl)
- George Mercer Award 1956 für die Arbeiten über das Eniwetok-Atoll (gemeinsam mit Eugene P. Odum)[6]
- Institute de la Vie Prize, Paris 1976
- University of Florida Presidential Medal 1976
- Crafoord-Preis 1987 (gemeinsam mit Eugene P. Odum)

## Schriften (Auswahl)
- Fundamentals of Ecology, 1953 (mit Eugene P. Odum)
- Environment, Power and Society, 1971
- Energy Basis for Man and Nature, 1976
- Systems Ecology : an Introduction, 1983